# Tramway Jersey Shore - Antes Fort
Le tramway de Jersey Shore à Antes Fort était une ligne de tramway américaine de transport urbain située à Jersey Shore, en Pennsylvanie ; elle complétait le réseau principal de tramway de Jersey Shore.

## Historique

### 1904: gestation et création
L'ouverture du tramway de Jersey Shore en direction des ateliers du New York Central à Oak Groove (Avis) avait eu pour résultat l'abandon du but premier de l'établissement d'un moyen de transport moderne dans le village pour briser son isolement.
Lorsque le chemin de fer s'était établi dans la région, les habitants du village avait en effet refusé que celui-ci pénètre dans son territoire, s'estimant suffisamment desservi par le canal (en). Les inondations de 1889 avaient eu raison du canal et les habitants de Jersey Shore devaient, pour prendre le train, traverser la Susquehanna et se rendre par des chemins boueux à Antes Fort. En 1904, on recommença sérieusement à parler d'une liaison avec la gare du Pennsylvania. Le vendredi 13 mai 1904, les discussions prenaient forme avec la fondation de la Jersey Shore and Antes Fort Railroad Company. Cette compagnie était soutenue par deux éminents citoyens de la ville, Robert McCullough, un des plus importants marchands du comté et Hamilton B. Humes, président de la banque locale. Tous deux, soucieux d'améliorer les communications, avaient pris part à la création du Jersey Shore Electric Street Railway.
Les choses semblaient alors devoir aller très vite. Le 18 mai 1904, une concession était obtenue pour un chemin de fer à vapeur. Il faut peut-être voir dans cette concession la raison pour laquelle les mêmes investisseurs ont créé deux entreprises différentes. La loi en Pennsylvanie ne permettait pas, alors et jusqu'en 1909, à un tramway de transporter des marchandises, une concession aux grandes compagnies de chemin de fer qui a certainement empêché que ne se développe un véritable réseau de tramways interurbains comme dans les états voisins. Cinq jours plus tard, la compagnie élisait un bureau pour prendre les affaires en main. Mais si on entreprit très tôt les premiers travaux, ils se déroulèrent assez lentement, en partie en raison de difficultés d'acquisitions foncières.
Avant même que le premier rail soit posé, la traction vapeur est abandonnée, jugée peu économique sur un si court parcours. L'électricité est adoptée et on achètera le courant au Jersey Shore Electric Street Railway. Un prolongement est envisagé dans Jersey Shore du terminus situé au carrefour de Water, Main et Allegheny Streets jusqu'à l'usine électrique de Depot Street. Le même jour, le 25 octobre 1904, la compagnie décide d'ouvrir un parc d'attraction, Nippono Park, et de prolonger le tramway jusque là. Une voiture avait été commandée à J.B. Watson de Philadelphie : un interurbain mixte voyageurs/bagages avec boggies Peckham MCB 36B, apte aux vitesses élevées, et freins à air. Quel contraste avec les petits tramways à 2 essieux de la ligne d'Oak Groove, et quel choix pour une ligne de 4 km.

### 1905-1925: de l'ouverture à la fermeture
L'ouverture de la section initiale de l'extrémité ouest du pont sur la Susquehanna à Jersey Shore à la gare du Pennsylvania à Antes Fort eut lieu le 1er février 1905. On ne prit pas de répit avant d'entreprendre le prolongement à Nippono Park dont les travaux commencèrent le 17 mars, presque deux mois avant que l'autorisation de ce prolongement soit obtenue par la compagnie, le 11 mai 1905. Les travaux étaient alors presque terminés et la nouvelle section était mise en service le 30 mai 1905. La ligne atteignait alors son extension maximale de 7,2 kilomètres de voie unique, auxquels il fallait ajouter 64 mètres de voies de garage à Antes Fort et 330 mètres du terminus de Jersey Shore au dépôt dans Main et Seminary Streets.
Ce dépôt avait d'ailleurs une particularité unique, aux États-Unis et peut-être dans le monde entier. Il était situé à l'intérieur d'une ancienne église presbytérienne construite en 1832 et abandonnée vers 1850. Toutefois, elle conservait ses attributs et, notamment, son clocher. Achetée durant l'été, elle remplacera une remise provisoire construite en bout de ligne.
La ligne connut ses premiers revers de fortune en 1907. En décembre 1907, le pont entre Tomb's Island et Antes Fort est emporté par la Susquehanna. La compagnie devra mettre en place un ingénieux système téléphérique pour transporter courrier et bagages entre les deux parties de la ligne. Un nouveau pont sera construit pour lequel la compagnie s'engagera pour 4 000 dollars, somme qu'elle ne réglera jamais qu'en petite partie, puisque 80 % de cette somme figurait encore dans ses comptes à l'heure de la dissolution. Le nouveau pont ne sera mis en service qu'en juin 1908. Nippono Park posait également problème. Le parc avait répondu aux attentes de la compagnie, mais trop faiblement. Les dépenses supplémentaires se révélèrent très vite supérieure aux augmentations de recettes. En 1912, le tramway décide de ne plus subventionner le parc et réduit drastiquement sa desserte. S'ensuivit une longue bataille juridique avec la compagnie gérant le parc, qui se terminera finalement à l'avantage de la compagnie du tramway. Le 7 novembre 1917, elle demandait la permission d'abandonner la section de Antes Fort à Nippono Park, ce qui lui était accordée le 17 décembre. La section était immédiatement déferrée.
La compagnie connut alors une brève période de prospérité : les trois années suivantes, elle pouvait même verser des dividendes à ses actionnaires, ce qui n'était arrivé qu'en 1907 jusqu'alors. En 1920, elle transportait 139 605 voyageurs, la plus importante fréquentation depuis 1911. Mais ce ne fut qu'une embellie passagère et la fréquentation recommençait à chuter tandis que les prix de revient augmentaient. En avril 1925, les dirigeants, après plusieurs années de pertes, laissaient faire la mise sous séquestre du tramway. Les choses ne trainèrent pas. Le directeur du séquestre nommé le 6 avril, remis le 10 un rapport concluant à la nécessité de fermer le tramway. Le rapport sera approuvé trois[Quoi ?] plus tard par la justice et le 16 mai 1925, le dernier tramway circulait.

## Matériel
Le matériel était essentiellement composé de deux grandes motrices interurbaines mixtes, construites par la Niles Car Company. Numérotées 1 et 3, elles étaient équipées de boggies Peckham MCB 36B et du frein à air.
Le reste du matériel se composait d'un chasse-neige, équipé de deux moteurs de 30 chevaux et d'un wagon plat.

## Sources